# Arkadiusz Szkutnik
Arkadiusz Bolesław Szkutnik  (ur. 6 lipca 1967 w Kołobrzegu) – żołnierz, polski dowódca wojskowy, generał dywizji Wojska Polskiego, dowódca 2 Brygady Zmechanizowanej Legionów im. Marszałka Józefa Piłsudskiego, szef Zarządu Planowania Użycia Sił Zbrojnych i Szkolenia - P3/P7 SGWP, od 8 sierpnia 2022 dowódca 18 Dywizji Zmechanizowanej. 

## Życiorys

### Wykształcenie
Arkadiusz Szkutnik ukończył Wyższą Szkołę Oficerską Wojsk Obrony Przeciwlotniczej w Koszalinie (1990), studia wyższe na wydziale wojsk lądowych kierunku dowódczo – sztabowym na Akademii Obrony Narodowej (1997), podyplomowe studia na wydziale prawa i administracji Uniwersytetu Szczecińskiego (2003), podyplomowe studia strategiczno-operacyjne na Akademii Obrony Narodowej (2010), podyplomowe studia polityki obronnej w AON (2016).

### Służba wojskowa
Służbę wojskową rozpoczął w 1990 jako zastępca dowódcy baterii-dowódcy stacji r/lok, a następnie dowódcy baterii przeciwlotniczej 2K12 Kub i dowódcy baterii technicznej w 2 pułku przeciwlotniczym. W latach 1997–2004 pełnił funkcję szefa obrony przeciwlotniczej, następnie dowódcy dywizjonu przeciwlotniczego w 6 Brygadzie Kawalerii Pancernej. Od 3 września 2003 do 13 lutego 2004 był  na stanowisku starszego oficera w ramach pierwszej zmiany Polskiego Kontyngentu Wojskowego w Iraku. W 2004 piastował funkcję szefa sztabu w 3 pułku przeciwlotniczym. Od marca 2008 do września 2008 był dowódcą Polskiego Kontyngentu Wojskowego w Kosowie. 
Od 30 października 2008 do 29 kwietnia 2009 był na stanowisku szefa Zespołu Oficerów Łącznikowych w Polskim Kontyngentcie Wojskowym w Afganistanie. W 2010 został wyznaczony na stanowisko szefa Oddziału Analiz Użycia Wojsk Specjalnych, Obrony Terytorialnej i Żandarmerii Wojskowej w Zarządzie Planowania Operacyjnego – P3 Sztabu Generalnego Wojska Polskiego, następnie szef oddziału rodzajów wojsk w Zarządzie Planowania Operacyjnego i Szkolenia – P3/P7. Od 8 maja 2013 do 26 listopada 2013, będąc w Sztabie Generalnym Wojska Polskiego, był na stanowisku asystenta dowódcy Polskiego Kontyngentu Wojskowego w Afganistanie. W 2014 na wniosek Ministra Obrony Narodowej za bohaterstwo podczas ataków rakietowych rebeliantów na bazę Ghazni został odznaczony Wojskowym Krzyżem Zasługi z Mieczami przez Prezydenta Rzeczypospolitej Polskiej. W 2016 po ukończeniu podyplomowych studiów polityki obronnej objął stanowisko szefa Zarządu Operacyjnego – Zastępcy Szefa Sztabu Dowództwa Generalnego Rodzajów Sił Zbrojnych.
1 sierpnia 2018 decyzją Ministra Obrony Narodowej został desygnowany na stanowisko dowódcy 2 Brygady Zmechanizowanej. 1 marca 2020 awansowany do stopnia generała brygady. Akt mianowania odebrał z rąk Prezydenta Rzeczypospolitej Polskiej Andrzeja Dudy w trakcie obchodów Narodowego Dnia Pamięci „Żołnierzy Wyklętych”. W sierpniu 2020 r. na podstawie decyzji z 3 sierpnia 2020 r. Ministra Obrony Narodowej został wyznaczony na stanowisko szefa Zarządu Planowania Użycia Sił Zbrojnych i Szkolenia P3/P7 w Sztabie Generalnym Wojska Polskiego. 5 sierpnia 2022 r. minister obrony narodowej Mariusz Błaszczak wyznaczył go na dowódcę 18 Dywizji Zmechanizowanej. W 2023 w Święto Narodowe Trzeciego Maja, w 232. rocznicę uchwalenia Konstytucji 3 maja został awansowany do stopnia generała dywizji. Akt mianowania został mu wręczony przez Prezydenta RP, Zwierzchnika Sił Zbrojnych Andrzeja Dudę. W lipcu 2024 r. minister obrony narodowej Władysław Kosiniak-Kamysz wprowadził zasadę jednoosobowego dowodzenia na polsko-białoruskiej granicy i wyznaczył gen. dyw. Arkadiusza Szkutnika na dowódcę operacji „Bezpieczne Podlasie”, gdzie tą operacją dowodził od 1 sierpnia 2024 do 31 stycznia 2025 przekazując dowodzenie w obecności sekretarza stanu MON Pawła Bejdy i wiceministra Stanisława Wziątka dla dowódcy 12 Dywizji Zmechanizowanej gen. dyw. Szymona Koziatka.

## Życie prywatne
Ma żonę Zuzannę i dwóch synów: Adriana i Wojciecha. 
Zainteresowania: żeglarstwo, nurkowanie, strzelectwo sportowe, zdobywca korony półmaratonów i maratonów polskich.

## Awanse
- podporucznik – 1990
- porucznik – 1993
- kapitan – 1997
- major – 2002

- podpułkownik – 2003
- pułkownik – 2010
- generał brygady – 1 marca 2020[12]
- generał dywizji – 3 maja 2023[13]

## Ordery i odznaczenia
- Wojskowy Krzyż Zasługi – 2021 (Prezydent RP)[14]
- Wojskowy Krzyż Zasługi z Mieczami – 2014 (Prezydent RP)[15]
- Gwiazda Iraku – 2009 I (Prezydent RP[16]
- Gwiazda Afganistanu – 2009 IV, 2013 XIII (Prezydent RP)[16]
- Złoty Medal „Za zasługi dla obronności kraju” – 2011 (Minister ON)[16]
- Srebrny Medal „Za zasługi dla obronności kraju”
- Brązowy Medal „Za zasługi dla obronności kraju”
- Złoty Medal „Siły Zbrojne w Służbie Ojczyzny” – 2015 (Minister ON)[16]
- Srebrny Medal „Siły Zbrojne w Służbie Ojczyzny”
- Brązowy Medal „Siły Zbrojne w Służbie Ojczyzny”
- Medal NATO za służbę w Kosowie – 2008 KFOR[16]
- Medal Pamiątkowy Wielonarodowej Dywizji Centrum-Południe w Iraku
- Army Commendation Medal – 2008 Stany Zjednoczone[16]
- Medal NATO za misję ISAF – dwukrotnie: 2009, 2013[16]

## Wyróżnienia
- Odznaka "Zasłużony Żołnierz RP" – II stopnia (Srebrna)[16]
- Honorowa Broń Biała "Kordzik Honorowy Wojsk Lądowych"[16]
- Odznaka Honorowa Wojsk Lądowych[16]
- Odznaka Skoczka Spadochronowego Wojsk Powietrznodesantowych
- Złota Wojskowa Odznaka Sprawności Fizycznej
- Odznaka pamiątkowa AON – 1997
- Odznaka pamiątkowa 6 Brygady Kawalerii Pancernej – 1998
- Odznaka pamiątkowa 3 Pułku Przeciwlotniczego – 2004
- Odznaka pamiątkowa Sztabu Generalnego Wojska Polskiego – 2010
- Odznaka pamiątkowa DG RSZ – 2013
- Odznaka pamiątkowa 2 Brygady Zmechanizowanej Legionów im. Marszałka Józefa Piłsudskiego – 2018, ex officio
- Odznaka pamiątkowa 18 Dywizji Zmechanizowanej – 2022, ex officio
- Szabla Honorowa Wojska Polskiego – 2022[17]
- Buzdygan za rok 2024[18]